# جشنواره فیلم کن ۲۰۱۱
جشنواره فیلم کن ۲۰۱۱ (انگلیسی: 2011 Cannes Film Festival) از تاریخ ۱۱ لغایت ۲۲ ماه مه ۲۰۱۱ در شهر کن فرانسه برگزار شد. رابرت دنیرو رئیس هیئت داوران بخش مسابقه این دوره از جشنواره کن بود. میشل گوندری نیز ریاست هیئت داوران بخش مسابقه فیلم‌های کوتاه و بونگ جون-هو ریاست هیئت داوران بخش دوربین زرین را به عهده داشتند. تعداد ۲۰ فیلم در بخش مسابقه این دوره شرکت داشتند. نیمه شب در پاریس ساخته وودی آلن به عنوان فیلم افتتاحیه و محبوب ساخته کریستوف اونوره به عنوان فیلم اختتامیه به نمایش درآمدند. فیلم به امید دیدار ساخته محمد رسول‌اف از ایران در بخش نوعی نگاه به نمایش درآمد و برنده جایزه بهترین کارگردانی شد.

نخل طلایی این دوره به فیلم درخت زندگی ساخته ترنس مالیک اهدا شد. بعد از سال ۲۰۰۴ که نخل طلا به فیلم فارنهایت ۹/۱۱ اهدا شد این نخستین فیلم آمریکایی بود که برنده این جایزه شد. کیرستن دانست برنده جایزه بهترین بازیگر نقش اول زن و ژان دوژاردن برنده جایزه بهترین بازیگر نقش اول مرد شدند.

## جوایز

### رقابت اصلی
- نخل طلا: درخت زندگی از ترنس مالیک
- جایزه بزرگ جشنواره کن:
  - روزی روزگاری در آناتولی از نوری بیلگه جیلان
  - پسری با دوچرخه از برادران داردن
- جایزه بهترین کارگردان جشنواره کن: نیکلاس ویندینگ رفن برای رانندگی
- جایزه بهترین فیلم‌نامه جشنواره کن: پانویس از جوزف سدار
- جایزه بهترین بازیگر زن جشنواره کن: کیرستن دانست برای مالیخولیا
- جایزه بهترین بازیگر مرد جشنواره کن: ژان دوژاردن برای آرتیست
- جایزه هیئت داوران جشنواره کن: Polisse از مایوین

### نوعی نگاه
- نوعی نگاه:[۱]
  - آریرانگ از کیم کی-دوک
  - Stopped on Track از آندریاس درسن
- Un Certain Regard Jury Prize: النا (فیلم) از آندری زویاگینتسف
- Un Certain Regard Best Director Award: محمد رسول‌اف برای به امید دیدار

### سینه فونداسیون
- سینه فونداسیون: The Letter از Doroteya Droumeva
- 2nd Prize: Drari از Kamal Nazraq
- 3rd Prize: Fly by Night از Son Tae-gyum

### دوربین طلایی
- درختان اقاقیا از Pablo Giorgelli

### فیلم‌های کوتاه
- نخل طلای فیلم کوتاه: Cross از Marina Vroda
  - Special Mention: Swimsuit 46 از Wannes Destoop